# Альпуенте
Альпуенте, Алпонт (ісп. Alpuente (офіційна назва), валенс. Alpont) — муніципалітет в Іспанії, у складі автономної спільноти Валенсія, у провінції Валенсія. Населення — 781 особа (2010).

## Географія
Муніципалітет розташований на відстані близько 240 км на схід від Мадрида, 70 км на північний захід від Валенсії.
На території муніципалітету розташовані такі населені пункти: (дані про населення за 2010 рік)
- Ла-Альмеса: 87 осіб
- Альпуенте: 154 особи
- Бальдовар: 87 осіб
- Кампо-де-Абахо: 68 осіб
- Кампо-де-Арріба: 110 осіб
- Ла-Каналеха: 9 осіб
- Каньяда-Сека: 0 осіб
- Ла-Карраска: 2 особи
- Ель-Кольядо: 57 осіб
- Корколілья: 57 осіб
- Ла-Куеваррус: 55 осіб
- Ель-Чопо: 0 осіб
- Ель-Онтанар: 12 осіб
- Ла-Ортічуела: 0 осіб
- Обіспо-Ернандес/Ерас: 81 особа
- Ла-Торре: 2 особи
- Віскота: 0 осіб

## Демографія
Динаміка населення (INE ):

## Галерея зображень

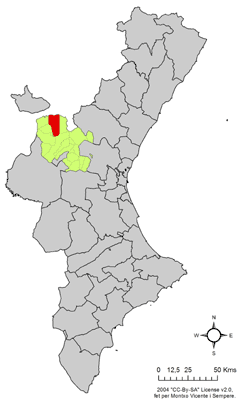
Розташування муніципалітету Альпуенте у автономній спільноті Валенсія
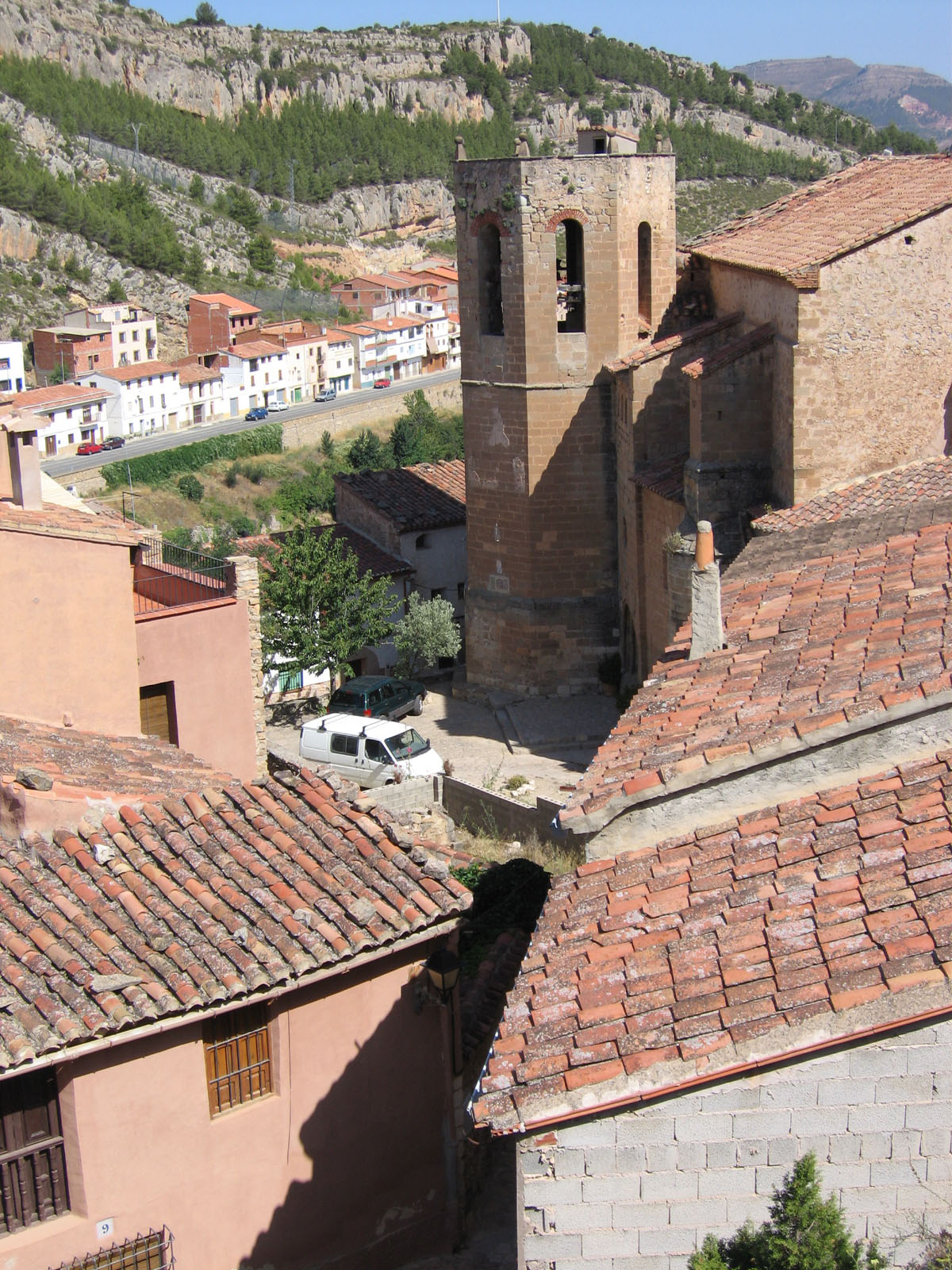
Альпуенте
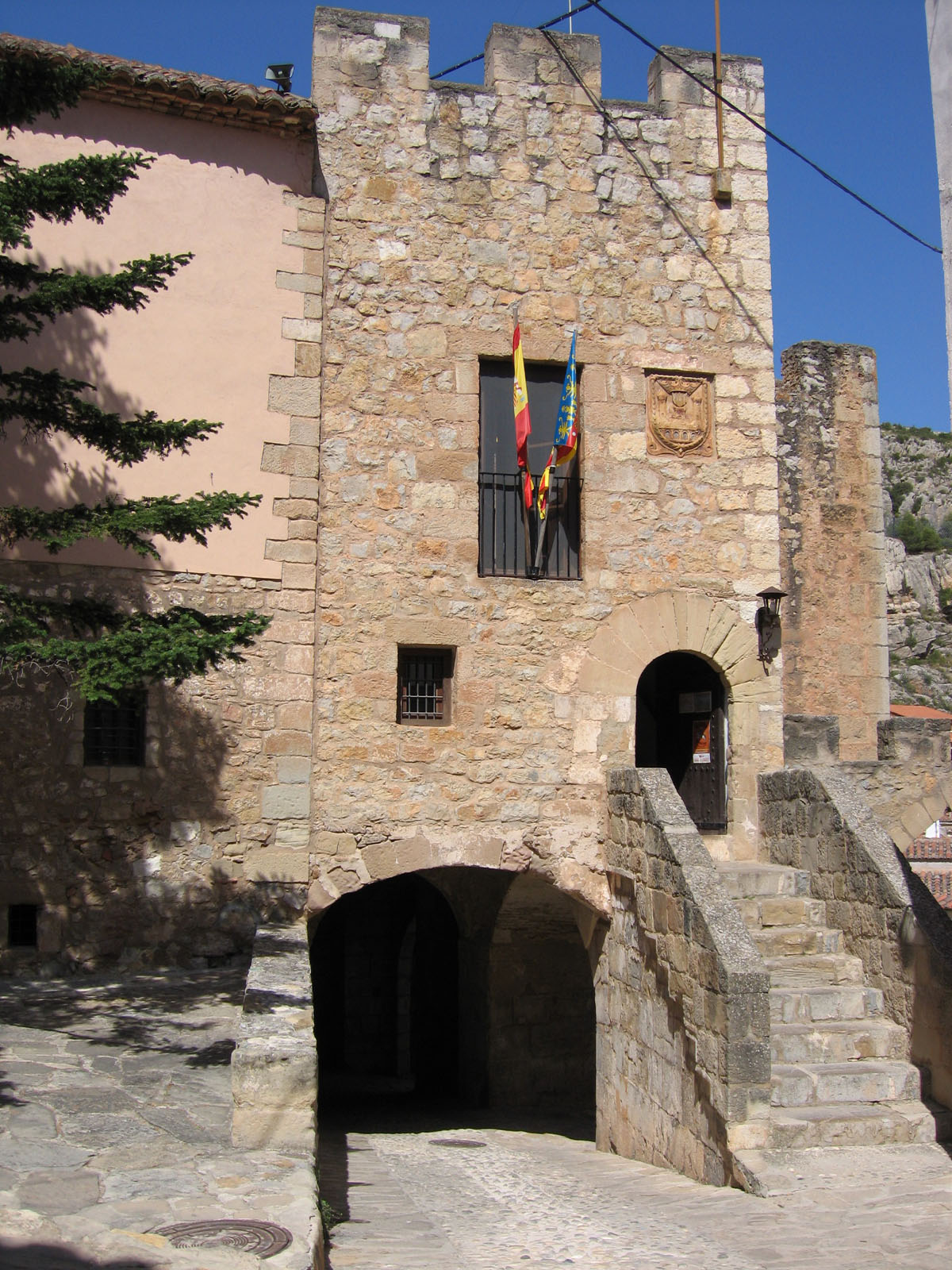
Муніципальна рада